# Американський інститут підприємництва

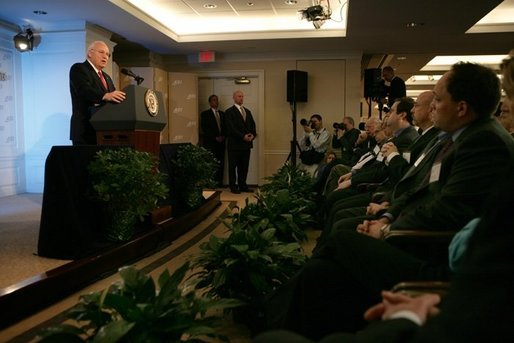
Дік Чейні в Американському інституті підприємництва

Американський інститут підприємництва (англ. American Enterprise Institute for Public Policy Research) — незалежний недержавний дослідний інститут США консервативного толку.
У 1943 році був заснований за підтримки ділової спільноти США як Американська асоціація підприємництва (англ. American Enterprise Association), у 1960 перейменована в Американський інститут підприємництва (англ. American Enterprise Institute, AEI).
Інститут є неурядовою організацією, що фінансується такими компаніями як Microsoft, Motorola, American Express, ExxonMobil, Chevron, AT&T і іншими.

## Цілі
Дослідження в області державної політики. Заявлена місія — захищати принципи і покращувати інститути американської свободи і демократичного капіталізму Америки: обмеження влади уряду, приватне підприємництво, індивідуальна свобода і відповідальність, американська зовнішня політика і національна оборона шляхом проведення наукових досліджень і відкритих дебатів. За статутом інститут діє на позапартійній основі.